# Лизунов, Сергей Дмитриевич
Сергей Дмитриевич Лизунов — советский инженер-электротехник, лауреат Государственной премии СССР (1978).
Родился 12.03.1925 в Егорьевске.
С января 1943 по август 1946 года служил в армии, 61 зсп, ст. инженер-лейтенант.
Окончил электроэнергетический факультет Московского энергетического института (МЭИ) (1953). В 1962 г. защитил кандидатскую диссертацию «Импульсные перенапряжения в высоковольтных трансформаторах, имеющих обмотки высшего напряжения с вводом в середину».
В 1953—1998 гг. работал на Московском трансформаторном заводе: инженер, с 1962 г. руководитель группы, начальник конструкторско-исследовательского отдела, с 1975 г. главный инженер объединения, позже — эксперт.
С 1998 г. старший научный сотрудник, затем эксперт ВЭИ.
Государственная премия СССР 1978 года — за создание и внедрение в энергетику комплексов мощных силовых высоковольтных автотрансформаторов. Награждён орденом Трудового Красного Знамени.
Сочинения:
- Сушка и дегазация трансформаторов высокого напряжения. — М.: Энергия, 1971.
- Импульсные перенапряжения в высоковольтных трансформаторах [Текст] / Гос. ком. по электротехнике при Госплане СССР. — Москва : ВНИИЭМ. Отд-ние науч.-техн. информации, стандартизации и нормализации в электротехнике, 1965. — 112 с. : ил.; 21 см.